# Callicore hydaspes
Callicore hydaspes is een vlinder uit de familie Nymphalidae, onderfamilie Biblidinae.

## Kenmerken
De spanwijdte bedraagt ongeveer 4 tot 4,5 cm.

## Leefwijze
De vlinder drinkt het sap van rottend fruit en mest, maar alleen de mannetjes drinken water en opgeloste mineralen uit nat zand.

## Verspreiding en leefgebied
Deze vlindersoort komt voor in Paraguay en het aangrenzende deel van Brazilië.

## Waardplanten
De waardplanten behoren tot de familie Sapindaceae. De gestekelde rupsen hebben op hun kop grote uitsteeksels, die lijken op een gewei.